# Never Gonna Be the Same
Never Gonna Be the Same – singel jamajskiego piosenkarza Seana Paula wydany w lipcu 2005 roku przez Don Corleon Records.
Singel umieszczono na albumie studyjnym Seana Paula The Trinity wydanym w 2005 roku.

## Lista utworów
- Singel[1]

A „Never Gonna Be The Same”
B „Seasons Riddim”

## Notowania na listach przebojów
| Kraj            | Lista (2005-2006) | Najwyższa pozycja |
| --------------- | ----------------- | ----------------- |
| Francja         | Top 100 Singles   | 10                |
| Wielka Brytania | Singles Top 100   | 22                |
| Szwajcaria      | Singles Top 75    | 37                |